# Краснофлотська сільська рада
Краснофло́тська сільська́ ра́да — адміністративно-територіальна одиниця та орган місцевого самоврядування в Совєтському районі Автономної Республіки Крим. Адміністративний центр — село Краснофлотське.

## Загальні відомості
- Населення ради: 2 305 осіб (станом на 2001 рік)

## Населені пункти
Сільській раді були підпорядковані населені пункти:
- с. Краснофлотське
- с. Варварівка
- с. Лебединка
- с. Маркове

## Склад ради
Рада складалася з 16 депутатів та голови.
- Голова ради: Юркевіч Юрій Георгієвич
- Секретар ради: Сердюкова Світлана Михайлівна

### Керівний склад попередніх скликань
| Прізвище, ім'я, по батькові | Основні відомості                                                         | Дата обрання | Дата звільнення |
| --------------------------- | ------------------------------------------------------------------------- | ------------ | --------------- |
| Юркевич Юрій Георгійович    | Сільський голова, 1964 року народження, член Партії регіонів              | 26.03.2006   | 31.10.2010      |
| Юркевіч Юрій Георгієвич     | Сільський голова, 1964 року народження, освіта вища, член Партії регіонів | 31.10.2010   |                 |

Примітка: таблиця складена за даними сайту Верховної Ради України

### Депутати
За результатами місцевих виборів 2010 року депутатами ради стали:

#### За суб'єктами висування
| Суб'єкт висування | Кількість обраних депутатів | %   |
| ----------------- | --------------------------- | --- |
| Партія регіонів   | 16                          | 100 |

#### За округами
| № округу        | Прізвище, ім'я, по батькові    | Дата визнання обраним | Освіта             | Партійна приналежність | Відомості про обраного депутата                     |
| --------------- | ------------------------------ | --------------------- | ------------------ | ---------------------- | --------------------------------------------------- |
| Партія регіонів |                                |                       |                    |                        |                                                     |
| 1               | Кирилюк Олена Анатоліївна      | 04.11.2010            | вища               | член Партії регіонів   | Краснофлотська сільська рада, архіваріус            |
| 2               | Єфремов Олександр Петрович     | 04.11.2010            | середня спеціальна | член Партії регіонів   | Краснофлотська сільська рада, землевпорядник        |
| 3               | Осадча Надія Іванівна          | 04.11.2010            | вища               | позапартійна           | тимчасово не працює                                 |
| 4               | Сердюкова Світлана Михайлівна  | 04.11.2010            | вища               | член Партії регіонів   | Краснофлотська сільська рада, секретар              |
| 5               | Рябова Маргарита Фахріївна     | 04.11.2010            | вища               | член Партії регіонів   | Краснофлотська загальноосвітня школа, вчитель       |
| 6               | Климчук Анатолій Вікторович    | 04.11.2010            | середня спеціальна | член Партії регіонів   | АСТИ «Елеватор», начальник механічного зерносховища |
| 7               | Лебеденко Михайло Петрович     | 04.11.2010            | середня            | член Партії регіонів   | приватний підприємець                               |
| 8               | Нестеренко Сергій Геннадійович | 04.11.2010            | вища               | член Партії регіонів   | АСТИ «Елеватор», головний єнергетик                 |
| 9               | Велієв Нариман Османович       | 04.11.2010            | середня            | член Партії регіонів   | тимчасово не працює                                 |
| 10              | Альошина Анастасія Іванівна    | 04.11.2010            | середня            | член Партії регіонів   | тимчасово не працює                                 |
| 11              | Оноров Володимир Олександрович | 04.11.2010            | середня спеціальна | член Партії регіонів   | тимчасово не працює                                 |
| 12              | Ліовська Віра Василівна        | 04.11.2010            | середня спеціальна | член Партії регіонів   | тимчасово не працює                                 |
| 13              | Фербей Іван Григорійович       | 04.11.2010            | середня            | член Партії регіонів   | тимчасово не працює                                 |
| 14              | Бик Олександр Миколайович      | 04.11.2010            | вища               | член Партії регіонів   | Насосна станція, машиніст                           |
| 15              | Рейкало Віктор Дмитрович       | 04.11.2010            | середня            | член Партії регіонів   | тимчасово не працює                                 |
| 16              | Тарелкіна Надія Василівна      | 04.11.2010            | середня спеціальна | член Партії регіонів   | тимчасово не працює                                 |